# Montegrino Valtravaglia
Montegrino Valtravaglia – miejscowość i gmina we Włoszech, w regionie Lombardia, w prowincji Varese.
Według danych na rok 2004 gminę zamieszkiwało 1178 osób, 117,8 os./km².